# Stazione di Carrara Monterosso
La stazione di Carrara Monterosso, chiamata comunemente anche stazione centrale di Monterosso, era una stazione ferroviaria posta sulla ferrovia Marmifera Privata di Carrara. Inaugurata nel 1876, essa si trovava circa un chilometro prima di Miseglia Inferiore, sulle cave di Carrara.

## Storia

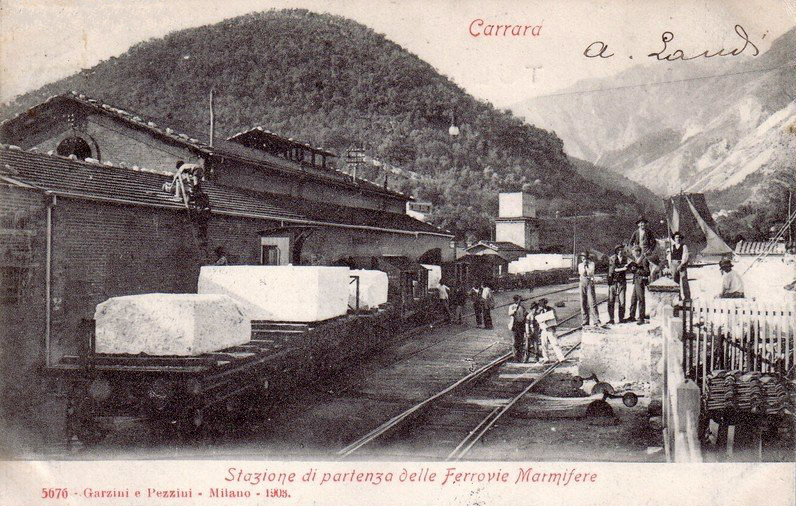
I primi due binari della stazione (cartolina d'epoca)

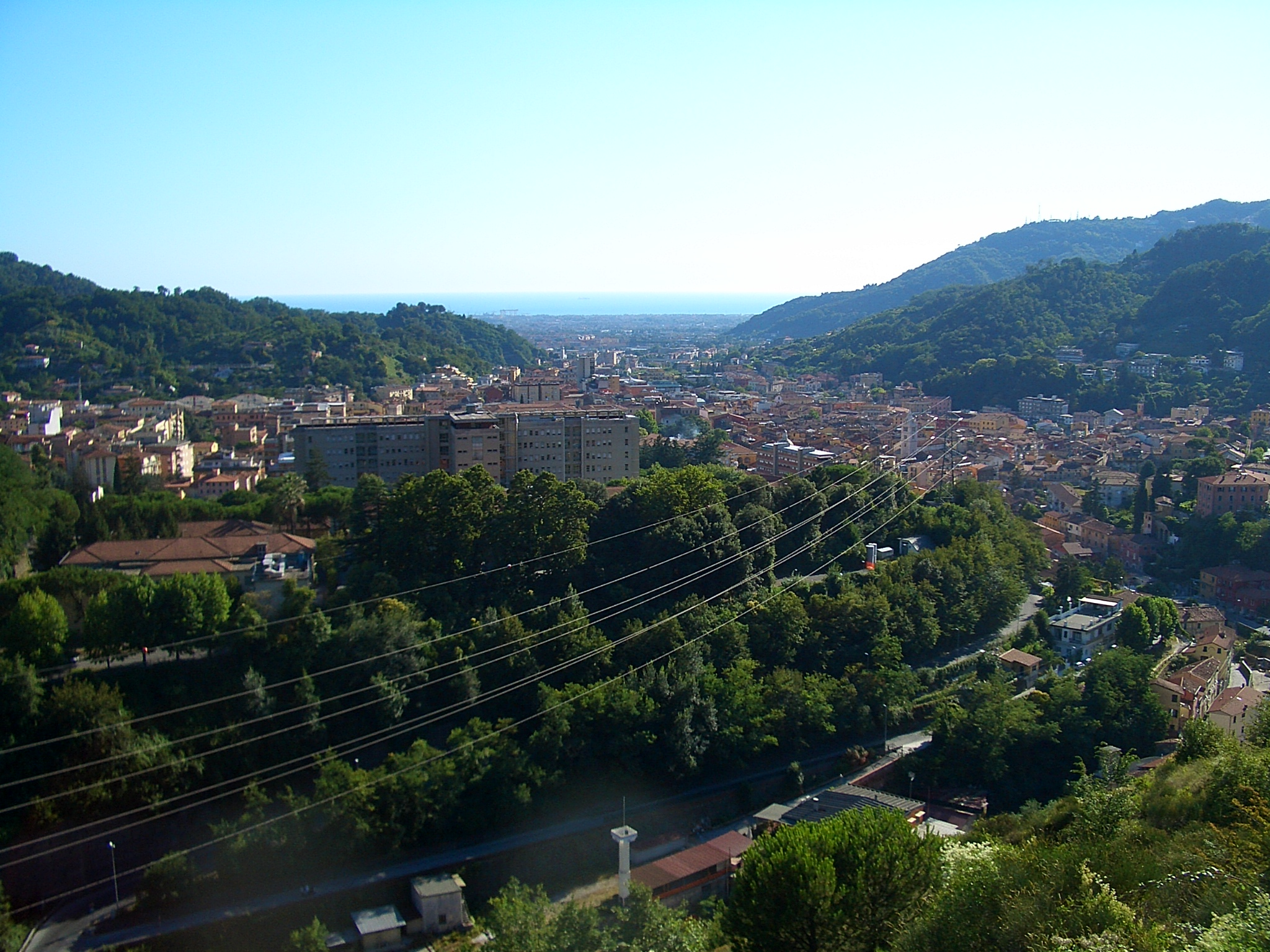
L'area del curvone (in basso) subito dopo la stazione

La stazione venne inaugurata il 19 agosto 1876, in concomitanza all'apertura al servizio dei primi due tronchi della ferrovia. Monterosso era posta nel tratto Carrara San Martino-Miseglia Inferiore, da qui poi si diramavano i tracciati per Canalie, Torano e Piastra.
Nel 1893 viene limitato il servizio di corrispondenza in partenza al trasporto dei marmi.
La stazione operò fino al 15 maggio 1964, anno in cui la ferrovia fu soppressa a causa della concorrenza su gomma.

## Strutture e impianti
Lo scalo era composto da un fabbricato di servizio, da un piano caricatore, da un magazzino, da diversi altri edifici tra cui anche delle rimesse locomotive, da una torre dell'acqua e da 5 binari passanti.
Della stazione al 2014 non rimane più nulla, tutti gli edifici sono stati smantellati e sul piano del ferro vi è ora un parcheggio.

## Movimento
Il traffico che caratterizzava l'impianto è stato esclusivamente merci, dato che sulla linea non si effettuava servizio viaggiatori.